# Pante Raja
Pante Raja is een bestuurslaag in het regentschap Aceh Barat Daya van de provincie Atjeh, Indonesië. Pante Raja telt 684 inwoners (volkstelling 2010).